# Хун, Шэннон
Ричард Шэннон Хун (англ. Richard Shannon Hoon; 26 сентября 1967, Лафайетт, Индиана — 21 октября 1995, Новый Орлеан, Луизиана) — американский рок-музыкант, наиболее известен как вокалист альтернативной рок-группы Blind Melon в период с 1990 до 1995 года, вплоть до своей смерти.

## Детство и юность
Хун родился в Лафайетте, штат Индиана, и вырос в соседнем Дейтоне, небольших городах Северо-востока США. Помимо Хуна в семье также было ещё два ребёнка: его сводные брат и сестра — Анна и Тим. По словам Хуна, он начал использовать свое второе имя, Шэннон, чтобы избежать путаницы со своим отцом, которого также звали Ричард. В старших классах он активно занимался спортом: играл в футбол, занимался борьбой и прыгал с шестом. Среди музыкальных исполнителей, повлиявших на Хуна были Grateful Dead, The Beatles, а также Джон Леннон и Боб Дилан. После окончания средней школы McCutcheon в 1985 году Хун присоединился к местной глэм-метал-группе Styff Kytten, в которой также играл гитарист Майкл Келси. Шэннон взял на себя роль фронтмена группы. Примерно в это же время он написал свою первую песню под названием «Change». После этого Хун присоединился к группе Mank Rage (Лафайетт), в которой также выступали Дэвид Лэнг и Даррен Миклер.

## Blind Melon
В 1985 году 18-летний Хун переехал из Индианы в Лос-Анджелес. Там, на одной из вечеринок, он познакомился с музыкантами Брэдом Смитом и Роджерсом Стивенсом. После того как Хун сыграл им свою песню «Change» на акустической гитаре, Смит и Стивенс пригласили его выступать с ними. Впоследствии к ним также присоединились Кристофер Торн и Глен Грэм, которые дополнили состав группы Blind Melon — сформированной в 1990 году. По одной из версий термин «Blind Melon» использовался отцом Смита по отношению к соседским стоунерам; по другой — группа была названа в честь персонажа одного из альбомов дуэта Чич и Чонг «Blind Melon Chitlin», согласно третьей — название было вдохновлено прозвищем Смита, которое он носил среди хиппи, оно являлось отсылкой к блюз-музыканту Блайнду Лемону Джефферсону. В 1990 году группа выпустила демозапись с четырьмя песнями, а затем подписала контракт на $500 000 долларов с мейджор-лейблом Capitol Records.
В Лос-Анджелесе Хун подружился со школьным другом своей сестры Анны Экслом Роузом. Роуз пригласил Хуна поработать с ним в студии, где его группа, Guns N' Roses, в то время записывала альбомы Use Your Illusion I и Use Your Illusion II (оба выпущены в 1991 году). Хун исполнил бэк-вокал на двух треках — «The Garden» и «Don't Cry». Впоследствии он также появился в видео на песню «Don’t Cry».
В 1992 году Blind Melon выпустили одноимённый дебютный альбом, продюсером которого выступил Рик Парашар, до этого сотрудничавший с гранжерами Pearl Jam и Alice in Chains. Blind Melon организовали турне в поддержку пластинки, также выступая на разогреве у таких исполнителей, как Оззи Осборн, Guns N' Roses и Soundgarden в течение 1992—1993 годов. Летом 1993 года трек «No Rain» был выпущен в качестве сингла, а также получил отдельное музыкальное видео. Идея клипа «No Rain» была сосредоточена на теме толпы обывателей против одинокого изгоя, в нём фигурировала девочка, которую играет Хизер Делоч, в костюме пчёлки, исполняющая чечётку для апатичной аудитории (за счёт чего видео получило прозвище «Bee Girl», похожая девочка изображена на обложке дебютного альбома Blind Melon). В конце видео девочка находит группу людей одетых точно также как она, которые приветствуют ее. Продажи альбома Blind Melon составили несколько миллионов экземпляров.
Следующие два года Хун и Blind Melon провели на гастролях. В 1993 году Хун был арестован за непристойное поведение, после того как разделся на сцене и помочился на одного из фанатов на шоу в Ванкувере.
В 1994 году Blind Melon участвовали в фестивале Woodstock '94, где Хун, предположительно под воздействием ЛСД, вышел на сцену в белом платье своей девушки.
После окончания турне Blind Melon вернулся в студию, чтобы записать свой второй альбом, Soup, в Новом Орлеане. Диск был выпущен в 1995 году.

## Смерть
11 июля 1995 года у Хуна и его подруги Лизы Краус родилась дочь Нико Блю. Перед рождением дочери Хун снова прошел очередной курс наркотической реабилитации. В августе Blind Melon планировал тур в поддержку альбома Soup, поэтому Хун пригласил медика из реабилитационного центра сопровождать его в дороге. Медик, который был неспособен удержать Хуна от рецидива, был уволен за несколько дней до его смерти.
20 октября, после неудачного выступления в Хьюстоне, Хун вновь ушёл в наркотический загул, который продолжался всю ночь. На следующий день, в субботу, Blind Melon должны были выступить в новоорлеанском клубе «Tipitina's». Звукорежиссер группы, Лайл Ивс, пошел к автобусу, чтобы разбудить Хуна для проверки звука, но Хун не реагировал. Была вызвана бригада скорой помощи, которая констатировала смерть музыканта в возрасте 28 лет. Его смерть была вызвана передозировкой кокаином.

Хун был похоронен на кладбище Дейтона. На его могиле выгравированы строчки из композиции «Change», первой песни, которую он написал: 
Я знаю, мы не можем оставаться здесь вечно.
Поэтому я хочу написать мои слова на лице сегодняшнего дня, и они преобразят его.

## Наследие
12 ноября 1996 года Blind Melon выпустили свой последний альбом с участием Хуна, Nico, названный в честь дочери музыканта. В качестве дани уважения все доходы от продажи диска были направлены его дочери, а также фондам, помогающим музыкантам справиться с наркотической зависимостью. Также группа выпустила видео под названием «Letters from a Porcupine», которое было номинировано на премию «Грэмми» в категории «Лучший музыкальный фильм» 25 февраля 1997 года, однако проиграло концерту Jagged Little Pill, Live певицы Аланис Мориссетт.
Blind Melon выступали в течение ещё четырех лет после смерти Хуна. Музыканты планировали продолжать деятельность группы в память о нём и даже проводили прослушивания вокалистов, однако им так и не удалось найти постоянную замену Хуну, и коллектив был официально расформирован в 1999 году. После многих лет отказа от совместных выступлений из уважения к Хуну, оставшиеся музыканты группы вновь собрались вместе в 2006 году, место вокалиста занял Трэвис Уоррен.
17 сентября 2008 года была выпущена книга Грега Прато, посвященная истории Хуна и его группы, — «A Devil on One Shoulder and an Angel on the Other: The Story of Shannon Hoon and Blind Melon».
15 сентября 2018 года фотографии финального выступления Хуна с Blind Melon в клубе «Numbers» в Хьюстоне (20 октября 1995 года), за день до его смерти, были опубликованы фанатом группы Заком Джошуа Роузом, который, по его словам, фотографировал концерт, а после его завершения общался с музыкантами Blind Melon кроме Хуна (который покинул клуб вскоре после выступления).